# 徐元珙
徐元珙（1628年—1687年），字輯五，號荆山，原籍江阴，後徙常州府武進縣。清朝政治人物。官至左副都御史。

## 生平
年二十，補學官弟子，以眀經貢入太學。順治十一年（1654年），舉順天鄉試。眀年會試中式，賜進士出身，除刑部主事，歷員外郎、郎中，典廣西鄉試。回京後，以福建按察司僉事分巡建寧。移山西布政司參議，分守潞安。丁母憂，服除，以原官分守口北道。會雲貴吴三桂變起，清軍中急需馬匹，出钱买马资助军需，受康熙帝嘉奖，踰年，擢光祿寺少卿，遷太僕寺少卿，進通政使，轉太常寺卿。升都察院左副都御史，丁父憂，二十六年孝庄文皇后薨逝，赴京奔喪，康熙二十七年三月卒于京师，年六十。

## 家族
祖父徐秉忠，同知夔州事，贈通議大夫、通政司左通政。考徐暘，充鄉飲大賓，封通議大夫、通政使司左通政。母白太淑人。娶白氏，贈淑人。繼娶潘氏，封淑人。子永寧，康熙二十年舉人，候補中行評博；永定，國子監生；永宣，歲貢生。永定早卒。